# I Cuordileone
I Cuordileone è una serie televisiva a cartoni animati statunitense prodotta da Metro-Goldwyn-Mayer Animation e distribuita da Metro-Goldwyn-Mayer Television e Claster Television Inc.

## Trama
La serie vede come protagonisti Leo Cuordileone Jr., un leone antropomorfo che veste i panni della celeberrima mascotte della Metro-Goldwyn-Mayer Pictures e la sua famiglia.

## Personaggi
- Leo Cuordileone Jr.: è il protagonista della serie. Ha ereditato il lavoro di mascotte della MGM dal padre. Nel tempo libero gli piace dormire. È doppiato nella versione originale da William H. Macy e in quella italiana da Paolo Marchese.
- Leo Cuordileone Sr.: è il capofamiglia dei Cuordileone nonché padre di Leo Jr. e nonno di Kate, Spencer e Judy. È doppiato nella versione originale da Harve Presnell.
- Lana Cuordileone: è la moglie di Leo Jr. Dolce e fedele madre di famiglia, lavorava come acrobata in un circo. Prende il nome da Lana Turner. È doppiata nella versione originale da Peri Gilpin e in quella italiana da Monica Gravina.
- Kate Cuordileone: è la figlia maggiore di Leo e Lana. Le piace andare a scuola, scrivere e-mail ai suoi amici e andare a cavallo. Prende il nome da Katharine Hepburn. È doppiata nella versione originale da Natasha Slayton e in quella italiana da Monica Vulcano.
- Spencer Cuordileone: è il figlio mezzano di Leo e Lana. Gli piace suonare la chitarra e per questo sogna di diventare una rockstar. Prende il nome da Spencer Tracy. È doppiato nella versione originale da Cameron Finley e in quella italiana da Paola Majano.
- Judy Cuordileone: è la figlia più piccola di Leo e Lana. È molto curiosa e le piace giocare. Prende il nome da Judy Garland. È doppiata nella versione originale da Nicolette Little e in quella italiana da Eva Padoan.

## Episodi
1. Una famiglia circense (Family Circus)
2. Operazione sopravvivenza (Survive)
3. Un clown per amico (But Some of My Best Friends are Clowns)
4. Non c'è posto come casa (No Place Like Home)
5. Cantando sotto casa (Singin' in the Mane)
6. Il poema della famiglia Cuordileone (The Poem)
7. Le orecchie di Greta Garbo (Greta Garbo Ears)
8. La casa sull'albero (The Treehouse)
9. Il giorno del cane marrone (Brown Dog Day)
10. Leo a dieta (Leo's Diet)
11. Lo spettacolo dei pony (The Pony Show)
12. Non schiacciò un vicino - Prima parte (Don't Bug the Neighbors - Part 1)
13. Non schiacciò un vicino - Seconda ed ultima parte (Don't Bug the Neighbors - Part 2)